# Maria Judith Zuzarte Cortesão
Maria Judith Zuzarte Cortesão (Oporto, 31 de diciembre de 1914 — Ginebra, 25 de septiembre de 2007) fue una profesora universitaria, escritora, traductora, genetista, exploradora, climatóloga, y ecóloga luso-brasileña.

## Biografía
Era viuda del literato portugués Agostinho da Silva e hija del renombrado historiador Jaime Zuzarte Cortesão. Tuvo ocho hijos, dos de ellos adoptivos, 21 nietos y una bisnieta.
A los 17 años, fue obligada a dejar Portugal porque su padre, Jaime Zuzarte Cortesão, estaba siendo perseguido por el gobierno dictatorial de António de Oliveira Salazar. Su familia pasó por el exilio en España, Francia, Bélgica, Inglaterra, y arribó al Brasil en 1940, cuando Jaime se instaló para realizar investigaciones sobre la historia de la formación territorial del país. Ya poseía un doctorado libre, por la Universidad de la Sorbona.
Vivió también en el Perú, en Uruguay, y nuevamente en Portugal. Y se estableció en Brasilia en la década de 1980, para mudarse, en 1993, a la ciudad de Rio Grande, en el Estado de Río Grande del Sur. En la Fundación de la Universidad Federal de Río Grande (Furg), donde fue profesora del único curso de posgrado en Educación Ambiental Oceánica de Brasil, Judith se dedicó a investigaciones en diversas áreas del conocimiento como neuroendocrinología, genética y reproducción humana.
Participó de la elaboración de seis filmes, como Taim, de Lyonel Lucini, sobre la Estación Ecológica de Taim importante reserva ecológica gaúcha. Fue una de las creadoras del programa de TV Globo Ecologia y de la ONG ARCA. Además fue consultora de las ONG SOS Mata Atlántica y del Instituto Acqua. Formuló el proyecto del Centro de Información y Formación de Médicos y Cirujanos de Enfermedades del Aparato locomotor de Brasilia, en el Hospital Sarah Kubitschek, y representó al Brasil en diferentes Comisiones internacionales, como la de las Naciones Unidas sobre Polución Marina de Origen Terrestre, en Kenia, y la del Patrimonio de la Humanidad, en Canadá. Acompañó a misiones de la UNESCO en Portugal Y en el Brasil, y representó a Perú, Uruguay, e Inglaterra en Congresos sobre asuntos tan diversos como medicina, literatura, educación. Participó además de las dos primeras expediciones brasileñas a la Antártida, en 1982 y en 1983.

## Algunas publicaciones
Escribió dieciséis libros, entre los cuales están:
- Pantanal, Pantanais e Juréia, Luta pela Vida.
- 1991. Mata atlântica. Editora Index. 188 pp.
- judith Cortesão, araquém Alcântara. 1989. Juréia: a luta pela vida. Editora Index, 133 pp. ISBN 8570830246

## Honores
En 2003, en Brasilia, recibió por parte del presidente de la República, Luiz Inácio Lula da Silva, la Orden al Mérito Cultural.
También en su homenaje, se está construyendo la Casa de Cultura Judith Cortesão de los Pueblos de Lengua Portuguesa (RS), en el predio donde nació el almirante de la Marina de Brasil Joaquim Marques Lisboa.
La Casa de Cultura recibió el acervo de la Dra. Maria Judith Zuzarte Cortesão, formado por seis mil piezas, entre libros, revistas, tesis, documentos en general, además de artesanías de diversos países.
En 2005, la Fundación de la Universidad Federal de Río Grande – FURG juntamente con el Programa de posgrado en Educación Ambiental – PPGEA fueron contemplados en el Edicto 1/2005 del Ministerio de Ambiente para implantar una Sala Verde, a la que se denominó: Sala Verde Judith Cortesão, debido a la donación del acervo personal de la Prof. Dra. Judith Cortesão.
Falleció en Ginebra a los 92 años. Y por decisión de su familia, fue sepultada en su ciudad natal.